# Miroslav Majerník
Miroslav Majerník (* 22. ledna 1950 Stropkov) je slovenský spisovatel, prozaik, bloger, vypravěč historických příběhů a nadšenec jachtingu, původním povoláním manažer, podnikatel, státní úředník, diplomat.

## Život
Absolvoval SPŠ strojnickou v Prešově a vysokou FF UPJŠ v Prešově. Po ukončení školy a VZS v 70. letech pracoval jako brigádník budovatel plynovodu Orenburgu - západní hranice ZSSR v lokalitě Vešenskaja a Millerovo v Rostovskej oblasti, kde se setkal s nositelem Nobelovy ceny, ruským spisovatelem, Michaelem Šolochovem. Po skončení brigády pracoval jako technický pracovník ve Stropkově. Po revoluci musel původní pracoviště opustit, pracoval v soukromé firmě. Později pracoval jako státní úředník, svojí pracovní činnost skončil jako ekonomický diplomat v diplomatických službách na Ukrajině.
Svou literární kariéru začal koncem 20. století jako autor humoristických povídek a blogů se sociální tematikou v různých časopisech.
V roce 2015 vydal svou první povídkovou knihu Preteky s časom. 
V roce 2017 mu vyšla druhá kniha, román z jachtařského prostředí s názvem Záhadná tuláčka. 
V roce 2018 vyšel historický román s názvem Zrada rytiera Andreasa. 
V roce 2020 vychází ve vydavatelství Spolku slovenských spisovatelu protiválečný román z období první světové války s názvem Dragún jeho veličenstva. V roce 2021 ve vydavatelství Delex s.r.o. Plzeň vyšel český překlad jeho posledního historického románu pod názvem Dragoun jeho Veličenstva.
V roce 2022 vyšla ve vydavatelství Spolku slovenských spisovatelu autorovi povídková kniha z dob nedávno minulých pod názvem Ježiško na bicykli. 
V roce 2023 ve vydavatelství Spolku slovenských spisovatelu vyšel autorovi román Posledný autobus do Viedne, který popisuje ilegální emigraci v letech budování socialismu v Československu a jejich osudy.
V roce 2024 ve vydavatelství Spolku slovenských spisovatelu vyšel autorovi historický román Zajmite uhorského kráľa. 